# 出店を断念したダイエーの店舗一覧
出店を断念したダイエーの店舗一覧（しゅってんをだんねんしたダイエーのてんぽいちらん）では、ダイエーが出店を予定していたものの実現しなかった店舗・商業施設を紹介する。

## 北海道
- 国鉄琴似駅前（北海道札幌市西区）
国鉄（現・JR北海道）琴似駅前の再開発ビルへの出店を目指したものの、イトーヨーカ堂に敗れた。その後、地下鉄の琴似駅の駅前に代替となる店舗（ダイエー琴似店＝現・イオン札幌琴似店）を出店し、激しい値下げ合戦を繰り広げた[1]。
- 石狩ショッピングモール（北海道石狩市新港南2丁目[2]）
石狩湾新港の一角に1999年（平成11年）の開業を目指していた[2]。
計画当初はプランタンとダイエーを二つの棟に分けたエンクローズドモールとする計画があったが、後にプランタンの場所はダイエー初のアウトレットモールに計画が変更された。[要出典]
ダイエーの経営が悪化し大型店舗見直しの一環で中止となり、2005年（平成17年）7月に取得していた用地売却の方針を明らかにした[3]。
2013年にはコストコ・IKEAの出店候補地の一つとして浮上したと報じられた[4][注 1]。その後2019年にイオン北海道が、同所に食品製造センター・低温物流センターの建設を表明した[9]。
- 小樽店（北海道小樽市稲穂2丁目[10]）
小樽市の中心市街地であった都通り商店街の一角を再開発して出店する計画で[11]、ほぼ同時期に同じ稲穂2丁目の一角へ出店を目指したセゾングループと合わせてカナダのイートンセンターの様な再開発を行う構想も一部では浮上していた[10]。
1992年（平成3年）11月に出店を白紙撤回[12]。
- 帯広店（北海道帯広市西23条南3丁目[13]）
帯広市西部の白樺通り沿いにある[14]新西帯広区画整理組合事業生活利便施設用地21,800m2[13]、売り場面積は25,000m2で、1,100台以上収容可能な駐車場を併設する店舗を出店する構想だった[15]。
1999年（平成11年）11月に出店を断念して、当社の代わりに地場資本のスーパーの福原が出店することになった[13][16]。2000年12月に「ぴあざフクハラ西帯広店」として開店した[広報 1]。
- 函館店（北海道函館市）
同市で百貨店などを営業していた棒二森屋との提携が成立するなどしたため出店計画を撤回、代わりに長崎屋が買収交渉を引き継ぎ[17]、1980年（昭和55年）8月に開店した[18]。2009年（平成21年）10月に長崎屋からMEGAドン・キホーテ函館店に業態転換した[19]。

- 北海道旭川市8条通1丁目[20]
  - 西武百貨店・イトーヨーカ堂・東急百貨店などと競合して西武系の緑屋が出店することになり[20]、1979年（昭和54年）9月15日に「ams旭川緑屋ショッピングセンター」が開店した[21]（のちの西武旭川店＝2016年9月30日閉店）。

## 東北地区
- 名取店[22]（宮城県名取市田高地区[23]）
田高地区の[23]東京インテリア家具仙台本店[22]の向かい側への出店計画[23]。店舗面積約18,500m2[22]。
のちにヨークベニマルとホーマックスーパーデポを核店舗としたヨークタウン名取西が開業[要出典]。
- 宮城県仙台市宮城野区新田東[24]
新田東土地区画整理事業の一角の約3.5haの敷地に丸紅がデベロッパーとして開発し、5階建てで約20,000m2の店舗を出店する計画だった[24]。
- 石巻店（宮城県石巻市）
石巻中央開発ビルが市内中央地区に出店を計画したが、1992年7月9日までに三条申請の廃止届を通産大臣に提出、従来の手法での計画を断念した[25]。
- 山形南店（仮称、山形県山形市若宮）
郊外でのショッピングセンター出店を計画したが、経営難により出店を断念[26]。その後ダイエー出店予定地をイオンが継承する方式で出店を表明。2000年11月22日、ジャスコ山形南店とトイザらス山形店を中核店舗としてイオン山形南ショッピングセンター（現：イオンモール山形南）が開業した[27] 。
- 福島駅前・福ビル（福島県福島市[28]）
福島駅前通りの十字路角の警察署跡地に1927年10月10日に開業した「福島ビルディング」（鉄筋コンクリート造り20間四方のビル）[29]を買収して出店を目指したが、エンドーチェーンが取得して出店することになったため、実現しなかった[28]。

## 関東地区
- 高崎ショッピングセンター（群馬県高崎市島野町[30]）
1995年（平成7年）秋に新店舗の出店を目指していたが[30]、経営難により出店を断念[31]。
- 南古谷イズミプラザ（埼玉県川越市[32]）
店舗面積44,700m2で1995年（平成7年）9月開業予定だった[32]。
- 三郷店（埼玉県三郷市、三郷インターチェンジ付近）
敷地面積14.6万m2、延床面積14.2万m2、店舗面積8.57万m2、駐車台数4,000台、年間集客数1,500万人、総事業費242億8,000万円の大型モールを計画し[33][34]、1997年4月25日に8社の応募の中からダイエーが事業者として選定された[35]。その後、ダイエーの経営状況から単独では出店できなくなったものの、ダイエーに代わるパートナー企業が保留地を購入し、ダイエーがテナントとして出店する形を模索したが交渉がまとまらず、2002年8月7日に予約契約の合意解除が成立し[36]、出店中止となった。現在はイトーヨーカドーとスーパービバホームなどが入るピアラシティとなっている。[要出典]
- 川口OPA（埼玉県川口市）
JR川口駅東口再開発ビルへの出店を計画していたが、経営悪化により出店断念[37]。
- 八千代ショッピングセンター（千葉県八千代市村上南1丁目（村上4001-4[38]））
八千代市の区画整理事業の一環としてグループの不動産賃貸会社ダイエーふうしゃが国際興業と共に開発を進めていた総営業面積約32,700m2のショッピングセンター計画で[39]、東葉高速鉄道村上駅前で幹線道路の国道16号と国道296号の交点に面した立地だった[40]。
1999年（平成11年）11月24日に出店を断念することを発表し[40][41]、出店を断念したことに伴って生じた解約金57億円のうち51億円を負担することになった[39]。
のちに国際興業が保有してららぽーとが運営を受託する形で[42]2002年（平成14年）10月29日に[38]イトーヨーカドー八千代店を核とするフルルガーデン八千代が開業している[42]。
- 渋谷店（東京都渋谷区） 
渋谷駅近くの栄町通りに建設される長谷川スカイラインビルの1階から5階までの2,700m2で出店する計画だったが、1963年（昭和38年）8月に出店を断念した[43]。（長谷川スカイラインビルにはイワキが入居[44]）
- 蒲田店（東京都大田区）
1963年（昭和38年）11月に出店を断念した[45]。
- 池袋店（東京都豊島区）
1966年（昭和41年）8月に出店を計画した[45]。
- 武蔵小山店（東京都品川区）
1982年（昭和57年）7月に品川区議会で出店凍結決議が可決されて出店できなくなった[46]。

- 荏原店（東京都品川区荏原2-713[47]、1981年（昭和56年）11月開店予定[47]）
敷地面積約4,051m2[47]、鉄筋コンクリート造地下2階地上6階建て[47]。延べ床面積約16,066m2[47]、店舗面積約11,200m2[47]。
戸越銀座駅から西へ約350mの中原街道沿いの「和光工業」工場跡地への出店計画だった[47]。

- 品川シーサイドフォレスト（東京都品川区）
日本たばこ産業と鹿島建設が新駅開業に合わせて進めていた[48]「品川区東品川4丁目第1地区第1種市街地再開発事業」[49]に参画してオフィスビルを取得して[48]ダイエーの本社機能を移転すると共に商業棟に出店する計画であったが[50]、業績悪化に伴ってオフィスビル取得[48]や商業施設の進出して同事業参画することを1998年（平成10年）8月に断念した[50]。
ダイエーの再開発事業参画断念後に複数のスーパーが当地区への出店を希望したが、その中からジャスコ（現・イオン）が日本たばこ産業によって選ばれ[50]、2002年（平成14年）9月30日に商業・ビジネス複合施設「品川シーサイドフォレスト」の第1期が竣工して同年10月17日にイオン品川シーサイドショッピングセンターが開業した[51]。

- 石川町店（神奈川県横浜市中区）[要出典]
第一生命保険が主体の地上21階・地下4階のビルに地下1階-地上6階まで出店する計画だったが、専門店が集まらず出店を断念した[要出典]。

- 金町ショッピングセンター（東京都葛飾区東金町1-2106[52]）
鉄筋コンクリート造地上4階建て[52]。延べ床面積約23,900m2[52]、店舗面積約16,000m2[52]。
金町駅前の「ダイヤレーン」跡地に三菱製紙の子会社が開発するショッピングセンターへの出店計画だった[52]。

- 府中店（東京都府中市住吉町5-641-26[53]）
鉄筋コンクリート造地下1階地上3階建て[53]。延べ床面積約33,000m2[53]、店舗面積約18,000m2[53]。
「日本鋼弦コンクリート多摩工場」跡地に同社が開発するショッピングセンターへの出店計画だった[53]。

- 石川町いずみプラザ（神奈川県横浜市中区吉浜町1[54]）
地上10階建て[54]。延べ床面積約49,300m2[54]、店舗面積約17,900m2[54]。
石川町駅東側のボウリング場跡地への出店計画だった[54]。

## 甲信越・北陸地区
- 亀田店（新潟県中蒲原郡亀田町、現・新潟市江南区）
2000年（平成12年）秋の開店を目指して1999年（平成11年）8月の着工を予定していた[55]が、経営難により出店計画を取り下げた[56]。
建設用地と営業権はユニーに譲渡され[56]、2000年（平成12年）1月8日に着工して[57]同年11月10日にアピタ新潟亀田店を開業した[58]。

## 東海地区
- ハイパーマート沼津店（静岡県沼津市大岡[59]）
店舗面積約23,000m2[59]。
旧東京麻糸工場跡地に1997年（平成9年）夏の開業を目指していた[59]。
- 清水西店（静岡県清水市、現・静岡市清水区）
2000年（平成12年）11月の開業を目指していた[60]が、業績悪化で出店断念した。
- 浜松プラザ店（静岡県浜松市上西町1020-1[61]、現・中央区） SC名称:浜松プラザ）
イトーヨーカ堂と共に出店が決定していて大規模小売店舗審議会が調整の最終手続を進めて注目が集まっていたが、ダイエーの経営が悪化したため1999年（平成11年）6月に出店を取りやめた[62][63]。
- グルメシティ豊山店（愛知県西春日井郡豊山町豊場字流川3-1[61]）
名古屋三菱自動車販売城北店との共同で進めていたもので、店舗面積約4,573m2、延べ床面積約6,747m2を予定していた[64]。
郊外でのショッピングセンター出店を計画したが、経営難により出店を断念[65]。
- 岡崎店（愛知県岡崎市康生通西）
西三河総合ビル（岡崎メルサ・名鉄岡崎ホテル・中日文化センター）が建設された裁判所跡地への出店を目指して取得に失敗し、その後岡崎ショッピングセンタークレオ（松坂屋岡崎店など）の北側のセントラルパークビル（通称・セルビ）が建設された場所への出店を目指したが何れも実現しなかった[66]。
- 松阪北店（三重県一志郡三雲町、現・松阪市）
1985年（昭和60年）に地権者と合意し[67][68]、2000年（平成12年）の開店を目指して1997年（平成9年）に通産局に出店に向けた申請の手続を行うなど出店準備を進めていた[69]が、着工遅れた関係で地元側が出店中止を要請されたとして1999年（平成11年）2月に出店を中止した[70]。
同社の出店断念を受けて1999年（平成11年）10月にユニーのアピタの出店が決定され[71]、2000年（平成12年）11月23日にアピタ松阪三雲店が開店した[72]。

## 近畿地区
- 千日前店（大阪府大阪市中央区）[要出典]
プランタンなんばと共に同ビルに出店が計画されていたが地元の反発に合い、プランタンのみの出店となった[要出典]。
- プランタン堺（大阪府堺市戎島町3-22-1[73]）

南海電気鉄道堺駅前への出店計画であったが実現せず、予定地には、2000年（平成12年）7月1日にショッピングセンター「プラットプラット」が開業した。
- 阪急山田駅前店（大阪府吹田市）
阪急・大阪モノレール山田駅前への出店を計画していたが、業績が悪化したため断念した[75]。
- 枚方店（大阪府枚方市[76]）
延べ床面積62,131m2、店舗面積30,027m2。枚方市内ではくずは店に次いでの2店目として1998年（平成10年）9月開業予定だったが、業績悪化で断念した[76]。

- 上穂積店（大阪府茨木市上穂積1丁目[77]）
店舗面積約5,000m2[77]。
茨木駅西側の茨木ボウリングセンター跡地への出店計画であった[77]。
ダイエー上穂積店という店名はその後全く使用されなかったわけではなく、2024年（令和6年）現在は「ダイエー上穂積店・イオンフードスタイル」という店舗が存在する[広報 2]。

- 松原センタービル（大阪府松原市丹南3丁目219[78]）
鉄筋コンクリート造地上4階建て[78]、延べ床面積約28,070m2[78]、店舗面積約16,530m2[78]。
松原市南部の郊外への出店計画[78]。

- 和泉ショッピングセンター（大阪府和泉市和気町[79]）
敷地面積約61,000m2[79]、延べ床面積約87,600m2[79]、店舗面積約53,500m2[79]（ダイエー店舗面積約17,000m2[79]、オ・プランタン店舗面積約30,000m2[79]）。
ダイエーとオ・プランタンを2期に分けて出店する計画だった[79]。

- 新家ショッピングセンター（大阪府泉南市新家3775[80]）
延べ床面積約8,900m2[80]、店舗面積約7,900m2[80]。
阪和線新家駅約300mの新興住宅街で宇野商事がデベロッパーとなっていたショッピングセンターの核テナントとしての出店計画だった[80]。

- 宝塚P・Sビル（兵庫県宝塚市保倉西2-4[81]、1981年（昭和56年）10月開店予定[81]）
敷地面積約7,079m2[81]、鉄筋コンクリート造地下1階地上4階建て[81]、延べ床面積約15,185m2[81]、店舗面積約8,540m2[81]。
兵庫県道42号尼崎宝塚線沿いの甲子園学院の栽培実習用地で第一企業がデベロッパーとなっていたビルへの出店計画だった[81]。

- 天理店（奈良県天理市田部町[82]）
敷地面積約10,000m2[82]、店舗面積約12,000m2[82]。
桜井線天理駅から北へ約200mの桜井線沿いへの出店計画[82]。

## 中国地区
- ハイパーマート米子店（鳥取県米子市）[要出典]
出店する際の審査で店舗面積の削減が決定した為、出店を取りやめた[要出典]。

- ショッパーズモール岡山南（計画中止、岡山県岡山市南区[83]）
商工会議所に申請し出店を認可されていたが、ダイエーの経営難により出店を中止した。出店していればダイエーの他にバンドールとその他専門店で形成される予定であった。

- 大竹市晴海地区
大竹市晴海地区の商業街区の市有地の払下を受けて、地元商業者のテナントや飲食・スポーツ・カルチャー施設も併設する計画であったが、大竹市内7商店街のうち4商店街が大型商業施設の同地への建設に反対する陳情を行ったことから、出店を断念して大竹市への払下陳情を撤回した[84]。

- 小野田メッセビル（山口県小野田市小野田字開作13[85]、1981年（昭和56年）3月20日開店予定[85]）
鉄骨造地上2階建て[85]、延べ床面積約15,340m2[85]、店舗面積約11,719m2[85]。
宇部市との境界線近くの炭鉱跡地への出店計画[85]。

- 岩国麻里布再開発ビル（山口県岩国市麻里布町[86]、1982年（昭和57年）夏開店予定[86]）
鉄骨鉄筋コンクリート造地下1階地上6階建て[86]、延べ床面積約28,550m2[86]、店舗面積約13,000m2[86]。
「マリフプラザ」隣接の商店などの再開発ビルへの出店計画で、3階までが店舗で4階から6階が駐車場の計画だった[86]。

## 九州地区
- 飯塚店 （福岡県飯塚市、嘉穂高校跡地[87]）
1983年（昭和58年）3月3日に飯塚市議会で「大型店出店凍結」の請願が議決されたことで出店が不可能となった[87]。
1981年（昭和56年）に飯塚市の郊外へ移転した嘉穂高校の跡地に出店を計画していたが、地元商店街からの猛反対に遭い断念。結局、同高校の跡地には1990年代に飯塚市文化会館（飯塚コスモスコモン）と飯塚市総合図書館が建設され現在に至っている[要出典]。
- ユニード別府新店（仮名・計画中止、大分県別府市[88]）
流川通りに建設予定であった「別府開発ビル」の核店舗として出店を計画したが1980年代に断念。2006年にイズミが取得し「ゆめタウン別府新館」用地となるが新館建設は延期され、駐車場となっている[要出典]。
- 佐伯店（大分県佐伯市）
1996年（平成8年）3月に郊外への出店を表明したが、地元商業者などの反対運動が起きた[89]。

## 沖縄県
- 那覇新都心ショッピングセンター（沖縄県那覇市）
那覇市の那覇新都心地区の中核施設として敷地面積35,800m2、建築面積27,900m2、延べ床面積244,900m2の25階建て320室のシティホテルや2,400台収容の駐車場併設する大型複合施設をダイエーグループが建設し、その中に2000年（平成12年）10月に店舗面積約62,000m2で出店する計画で、実現していれば沖縄県内最大の商業施設となる計画だった[90]。
那覇新都心への進出はマイカルや沖縄ジャスコと競合していたが[91]、地権者による那覇新都心173街区開発期成会が観光客の誘致のためにホテル併設を前提条件としたためホテルを併設しない案を提出していた沖縄ジャスコがまず脱落し[91]、1997年（平成9年）5月に出店の第1順位交渉相手に選ばれた[92]。
那覇新都心の商業施設として当社の代わりに地場資本の沖縄県内最大手のスーパーマーケットチェーンのサンエーが2002年（平成14年）3月にサンエー那覇メインプレイスを開業した[93]。
2000年（平成12年）1月14日に経営環境の悪化を理由に出店を断念することを発表した[94]。
- 南風原ショッピングセンター（沖縄県島尻郡南風原町）
南風原町に敷地面積85,800m2、延べ床面積73,300m2、1,663台収容の駐車場併設する店舗面積約30,000m2の店舗を2000年（平成12年）4月に出店する計画だった[90]。
2001年（平成13年）10月に出店を断念することを発表した[95]。
- 宜野湾マリーナショッピングセンター[95]（沖縄県宜野湾市）
宜野湾市西海岸の沖縄県が造成した埋め立て地約55,000m2に売り場面積約16,500m2で[96]2002年（平成14年）3月に出店する計画だった[95]。
1998年（平成10年）7月に宜野湾市の立ち会いの下で出店契約に基本合意していたが、経営不振やショッピングセンター開設側の経営体制の不備などで事業が遅れ、特定免税店の沖縄DFSを入居させたいとの要望が開発業者側からあったとして2002年（平成14年）4月19日に出店を断念したことを発表した[95]。
宜野湾の商業施設として当社の代わりに地場資本の沖縄県内最大手のスーパーマーケットチェーンのサンエーが2013年（平成25年）7月にサンエー宜野湾コンベンションシティを開業した。